# Monolithe II
 (janvier 2023).
Si vous disposez d'ouvrages ou d'articles de référence ou si vous connaissez des sites web de qualité traitant du thème abordé ici, merci de compléter l'article en donnant les références utiles à sa vérifiabilité et en les liant à la section « Notes et références ».
Albums de Monolithe
Monolithe I
(2003) Interlude Premier
(2007)
Monolithe II (également appelé M2) est le second album du groupe de métal français Monolithe. Il est constitué d'un unique titre de 50 minutes. Il est sorti en 2005.
Comme son prédécesseur Monolithe I, l'album s'ancre dans le registre du Funeral doom. Il reprend donc la plupart de ses caractéristiques. Monolithe II est cependant beaucoup plus « triste » et axé sur la beauté des mélodies. Il se distingue également par l'utilisation épisodique d'un accordéon, d'une programmation de batterie plus « réaliste » et par une basse plus présente et plus technique. Un thème mélodique de Monolithe I est repris sur Monolithe II le temps d'une courte mesure (en milieu d'album).

## Composition du groupe
- Sylvain Bégot : Guitares, Claviers et "Devices"
- Benoît Blin : Guitares
- Kristofer Lorent : Basse
- Richard Loudin : Vocaux
- Emmanuel Mechling : Accordéon

## Citation
Une citation en français figure sur le livret de chacune des sorties du groupe. Sur Monolithe II, elle est la suivante :
« Nos vrais ennemis sont en nous-mêmes. » (Bossuet)